# پل ویلند
پل ویلند (انگلیسی: Paul Weiland؛ زادهٔ ۱۱ ژوئیهٔ ۱۹۵۳) نویسنده و کارگردان اهل بریتانیا است. وی از سال ۱۹۸۷ میلادی تاکنون مشغول فعالیت بوده‌است.